# Concerto pour basson et cordes basses
Pour les articles homonymes, voir Concerto pour basson (homonymie).
Le concerto pour basson et cordes basses composé en 1975 est une œuvre de la compositrice russe tatare Sofia Goubaïdoulina. Il est dédié au bassoniste Valery Popov, qui joue la première en 1976. Il appartient au répertoire de la musique contemporaine pour basson et occupe une place particulière auprès des bassonistes.
Composé à la demande de Popov après avoir entendu la première de Concordanza le 15 janvier 1974 à Moscou, Sofia Goubaïdoulina va l'écouter à ses concerts et se rend à ses cours au conservatoire de Moscou:

« Petit à petit, j'ai commencé à pénétrer dans l'essence même de l'instrument, à le comprendre comme un personnage de théâtre. C'est alors que m'est venue l'idée d'entourer la « personnalité »  du basson de cordes graves : contrebasses et violoncelles. Les interactions entre le soliste et les instruments qui l'entourent sont complexes, contradictoires, comme dans une scène dramatique pleine d'action. Le concerto comprend des moments de réconciliation et d'hostilité, de tragédie et de solitude. »

— Sofia Goubaïdoulina

## Orchestration
L'orchestration comprend :  basson solo, 4 violoncelles et  3 contrebasses. 

## Analyse
Le concerto se compose de cinq mouvements pour une durée totale de 19 minutes environ :
- I.  = 84
- II.  = 60
- III. —
- IV.  = 76
- V. —

Le concerto dispose d'une structure narrative et formelle et a recours aux techniques de jeu étendues. 
Le premier mouvement est le plus long et dure 10 minutes. Le basson démarre seul à la façon de l'ouverture du Sacre du printemps et explore le registre grave .
Puis les cordes réponde à l'une des invitations mélodiques du basson; les cordes sont organisées en sept parties (sept étant le nombre préféré du compositeur) : quatre de violoncelles et trois  contrebasses. Puis un dialogue s'enchaîne et commence à devenir plus frénétique, pour ensuite s'apaiser. Le basson enchaîne alors sur une «  fanfare, arpégant une triade de seconde inversion en sol majeur ». 
Le deuxième mouvement est court, lent et grave; il demande des multiphoniques à l'instrument solo. 
Le troisième mouvement reprend le thème en fanfare de la fin du premier, puis très vite une contrebasse prend le relais, et le mouvement se poursuit sans le soliste. Des glissandos répétés transmettent un sentiment de lamentation.
Le quatrième mouvement est court et le basson présente une cadence aux caractères rapidement changeants : swinguant, comique, désespéré, rieur. Il se fixe finalement sur une phrase chantante qui encourage les cordes à participer.
Dans le dernier mouvement, le caractère  « swinguant » du basson revient, mais le thème initial et d'autres réminiscences réapparaissent et préparent une fin dramatique.
Le concerto est publié en 1978 aux éditions Sikorski (Hambourg).

## Discographie sélective
- Concerto For Bassoon & Low Strings. Concordanza. Detto II, avec le Lahti Chamber Ensemble  dirigé par Osmo Vänskä, (BIS, 1993)[1]